# گیدو ارهارد
گیدو ارهارد (انگلیسی: Guido Erhard; ۶ اکتبر ۱۹۶۹ – ۲۱ فوریهٔ ۲۰۰۲) بازیکن فوتبال اهل آلمان بود.
از باشگاه‌هایی که در آن بازی کرده‌است می‌توان به باشگاه فوتبال کیکرز اوفنباخ، باشگاه فوتبال ماینتس ۰۵، باشگاه فوتبال وولفسبورگ، و باشگاه فوتبال مونیخ ۱۸۶۰ اشاره کرد.